# Przetacznik kłosowy siwy

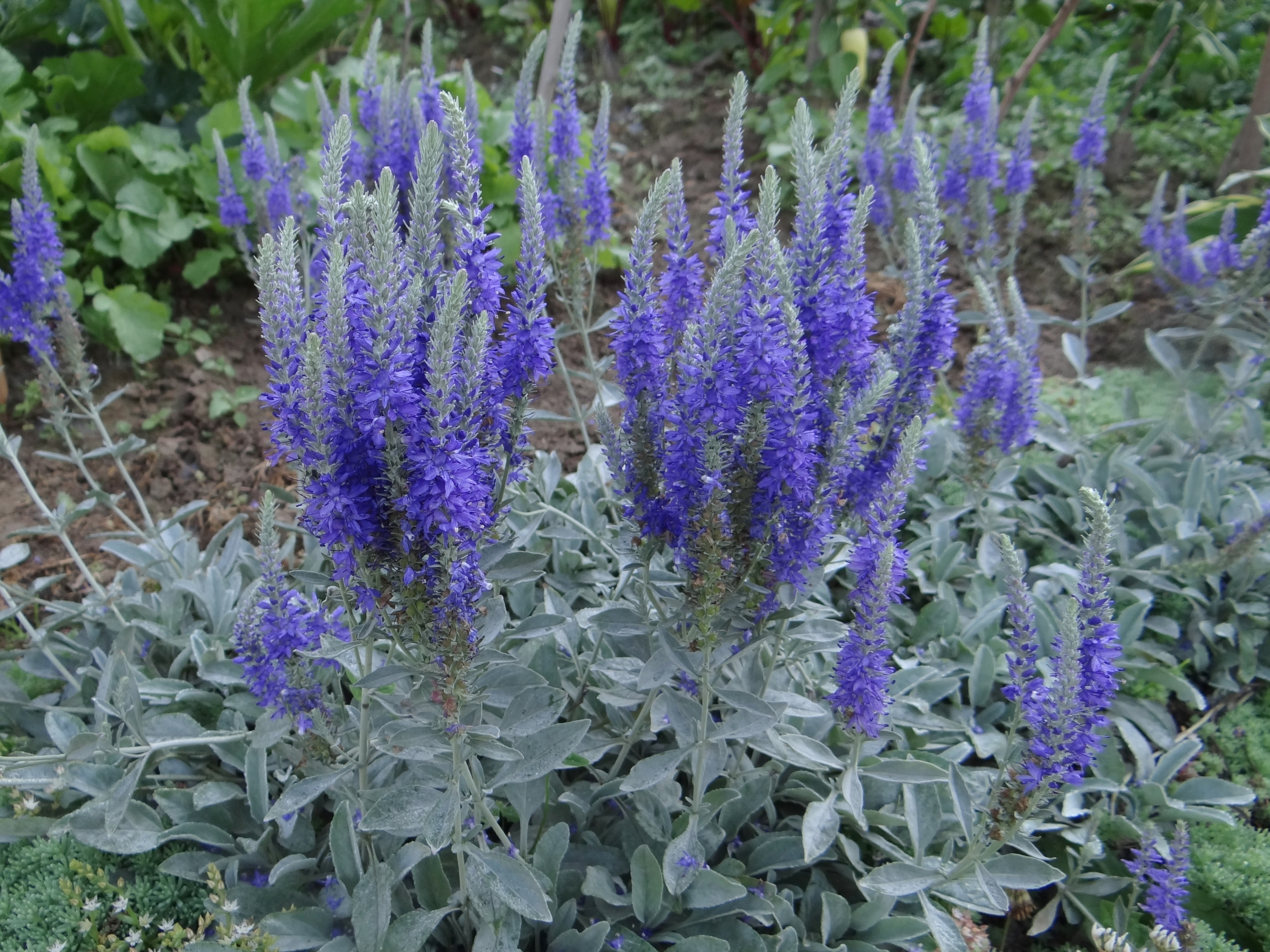
Przetacznik siwy w pełni kwitnienia

Przetacznik kłosowy siwy (Veronica spicata subsp. incana L.) – według The Plant List jest to podgatunek przetacznika kłosowego (Veronica spicata L.), według innych ujęć taksonomicznych jest to odrębny gatunek – przetacznik siwy (Veronica incana L.). Rośnie dziko w niektórych rejonach Europy (Finlandia, Estonia, Łotwa, Litwa, Białoruś, Rosja, Krym, Mołdawia, Węgry, Słowacja, Austria, Niemcy, Szwajcaria, Włochy, Rumunia, Serbia, Bułgaria) oraz  części Azji o klimacie umiarkowanym (Turcja, część azjatyckiej Rosji, Kazachstan, Mongolia, Chiny). Jest uprawiany w wielu krajach świata. W Polsce występuje tylko w uprawie.

## Morfologia i ekologia
ŁodygaSrebrzystoszara, wzniesiona, o wysokości 10–40 cm, cała owłosiona białosiwym, gęstym kutnerem.
LiścieKrótkoogonkowe lub siedzące, w dolnej części łodygi jajowate lub eliptyczne, w górnej lancetowate. Brzegi płytko, lub bardzo słabo karbowane, wierzchołki całobrzegie. Nasada liści zwężona, wierzchołek tępy lub słabo zaostrzony. Wszystkie są niebłyszczące, gęsto owłosione białosiwym kutnerem.
KwiatySkupione w grono na szczycie łodygi, zazwyczaj na łodydze występuje tylko jedno grono. Jest bardzo gęste, ścieśnione i wyraźnie odgraniczone od reszty łodygi. Kwiaty niemal siedzące, przysadki drobne, równowąskie. Działki kielicha wąskie, tępawe i pokryte włoskami gruczołowymi. Korona jest lazurowa lub niebieskobłękitna i ma szerokie, zaokrąglone łatki. Jest większa od  korony przetacznika kłosowego. Rurka korony ma długość nieco większą od szerokości.
OwocOgruczolona torebka  o długości 3 mm.
EkologiaBylina, chamefit. W środowisku naturalnym rośnie na stepach, słonecznych wzgórzach, nabrzeżach rzek.

## Zastosowanie
Ze względu na ozdobne kwiatostany i srebrzystoszare liście  jest uprawiany jako roślina ozdobna. Nadaje się na rabaty kwiatowe lub jako roślina okrywowa. Nadaje się także na kwiat cięty, gdyż w wodzie kwiatostany utrzymują się dość długo. Jest łatwy w uprawie. Jest całkowicie mrozoodporny, odporny jest także na większość chorób i szkodników. Nie ma specjalnych wymagań glebowych. Najłatwiej rozmnaża się przez podział kępy wczesną wiosną lub jesienią, można też przez wysiew nasion, co jest bardziej czasochłonne i pracochłonne. Nasiona przed wysiewem poddaje się stratyfikacji, która polega na tym, że w styczniu wysiewa się nasiona do pojemnika, okrywa go folia i przez sześć tygodni przetrzymuje w chłodziarce.
Istnieją też kultywary o innej barwie kwiatów: 'Silberteppich' o niebieskich kwiatach, 'Erica' i 'Heidekind' o różowych kwiatach. 

## Synonimy
- Pseudolysimachion incanum (L.) Holub
- Pseudolysimachion incanum T. Yamaz.
- Pseudolysimachion incanum subsp. pallens (Host) Trávn.
- Pseudolysimachion pallens (Host) M.A.Fisch.
- Veronica bellidifolia Juz.
- Veronica incana L.
- Veronica incana subsp. pallens (Host) Albach
- Veronica pallens Host
- Veronica spicata subsp. incana S. M. Walters
- Veronica xilinensis Y.Z. Zhao

(według The Plant List).